# GSC4829-2330
GSC4829-2330 — хімічно пекулярна зоря спектрального класу Sr, що має видиму зоряну величину в смузі V приблизно  9,2.

## Пекулярний хімічний склад
Зоряна атмосфера GSC4829-2330 має підвищений вміст 
Eu
.